# Macrolabis ptarmicae
Macrolabis ptarmicae är en tvåvingeart som beskrevs av Fedotova 2004. Macrolabis ptarmicae ingår i släktet Macrolabis och familjen gallmyggor. Inga underarter finns listade i Catalogue of Life.